# Вихман, Людвиг Вильгельм
Людвиг Вильгельм Вихман (нем. Ludwig Wilhelm Wichmann; 10 октября 1788, Потсдам — 28 июня 1859, Берлин) — скульптор немецкого академического классицизма, так называемого прусского эллинизма. Автор многих портретных бюстов своих современников. Ученик Иоганна Готфрида Шадова. Его старший брат — Карл Фридрих Вихман (1775—1836), также скульптор-портретист.

## Биография
С 1800 года Вихман был учеником в мастерской выдающегося скульптора Иоганна Готфрида Шадова. Он помогал Шадову в создании памятников Блюхеру в Ростоке и Лютеру в Виттенберге.
С 1809 по 1813 год жил в Париже, где работал в мастерских Франсуа Жозефа Бозио и Жака-Луи Давида. Вернувшись в Берлин, он присоединился к сотрудникам мастерской Шадова. С 1813 по 1815 год участвовал в установке и отделке «Национального памятника освободительных войн» (Nationaldenkmal für die Befreiungskriege) по проекту Карла Фридриха Шинкеля (1818—1821) в Кройцберге (Берлин). Скульпторы Кристиан Даниэль Раух и Кристиан Фридрих Тик поручили ему завершить две скульптуры на памятнике: фигур, изображающих битву при Кацбахе и битву при Бар-сюр-Обе, и ещё шесть Гениев по эскизам других художников. В этом памятнике и некоторых других Вихман, следуя за Шадовым, работал в популярном тогда наряду с «прусским эллинизмом» стиле «альтдойч» (древнегерманском).
После смерти Эмануэля Барду в 1818 году Вихман стал преподавать в Берлинской школе художественных ремёсел (Berliner Kunstgewerbeschule). В 1819 году он стал членом Прусской академии художеств.
Период 1819—1821 годов Людвиг Вильгельм провёл в Италии со своим старшим братом Карлом Фридрихом. По возвращении в Берлин братья открыли студию, специализирующуюся на портретных бюстах. В 1832 году Людвиг был назначен профессором Прусской академии художеств. На протяжении многих лет он создал множество скульптурных моделей для своего тестя Тобиаса Фейльнера, мастера гончарного дела и мелкой пластики из терракоты. Фигура архангела Михаила во Фридрихсвердерской церкви основана на одной из его глиняных моделей.
В последующие годы Людвиг Вильгельм периодически жил в Риме в 1851—1852, 1854—1855 и 1857—1858 годах. Был избран «почётным вольным общником» Императорской Академии художеств в Санкт-Петербурге.
Людвиг Вихман умер в Берлине в 1859 году в возрасте семидесяти лет и был похоронен на кладбище Луизенштадт. Гробница не сохранилась. В Берлине-Тиргартене в 1873 году в его честь названа улица Wichmannstraße.
Сын скульптора — Отто Вихман (1828—1858) — живописец, работал в Италии. Другой сын — Герман Вихман (1823—1905) стал композитором и писателем.

## Галерея

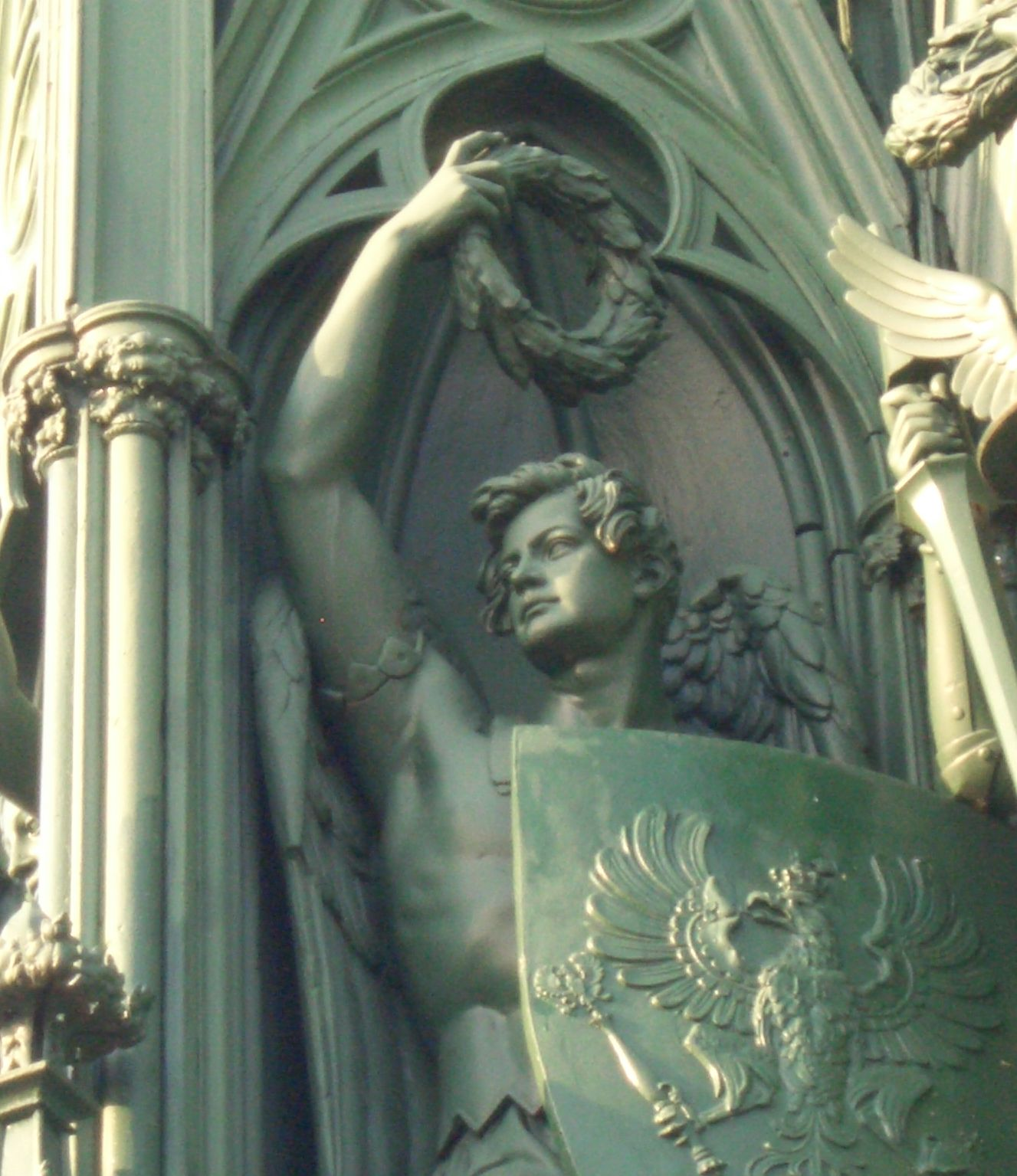
Принц Вильгельм в образе гения победы в 1814 году. 1813—1815. Скульптура Национального памятника освободительных войн, Кройцберг
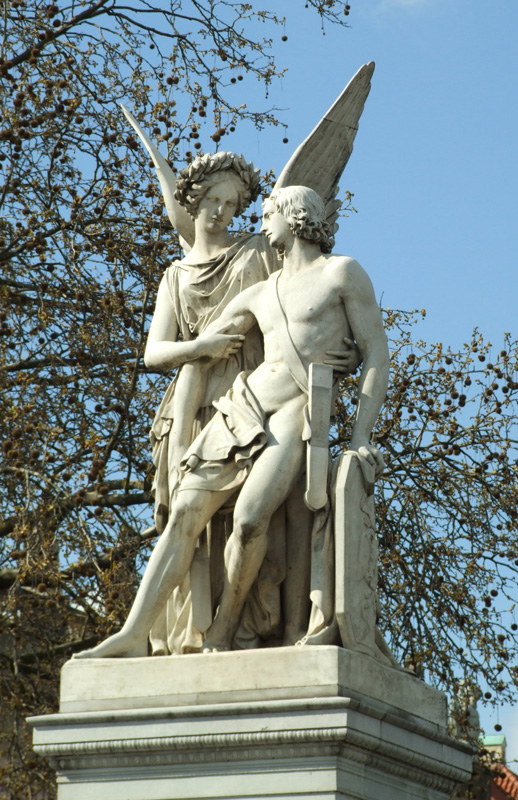
Богиня Нике поддерживает раненого воина. Скульптурная группа Замкового (Дворцового моста) в Берлине. 1853. Мрамор
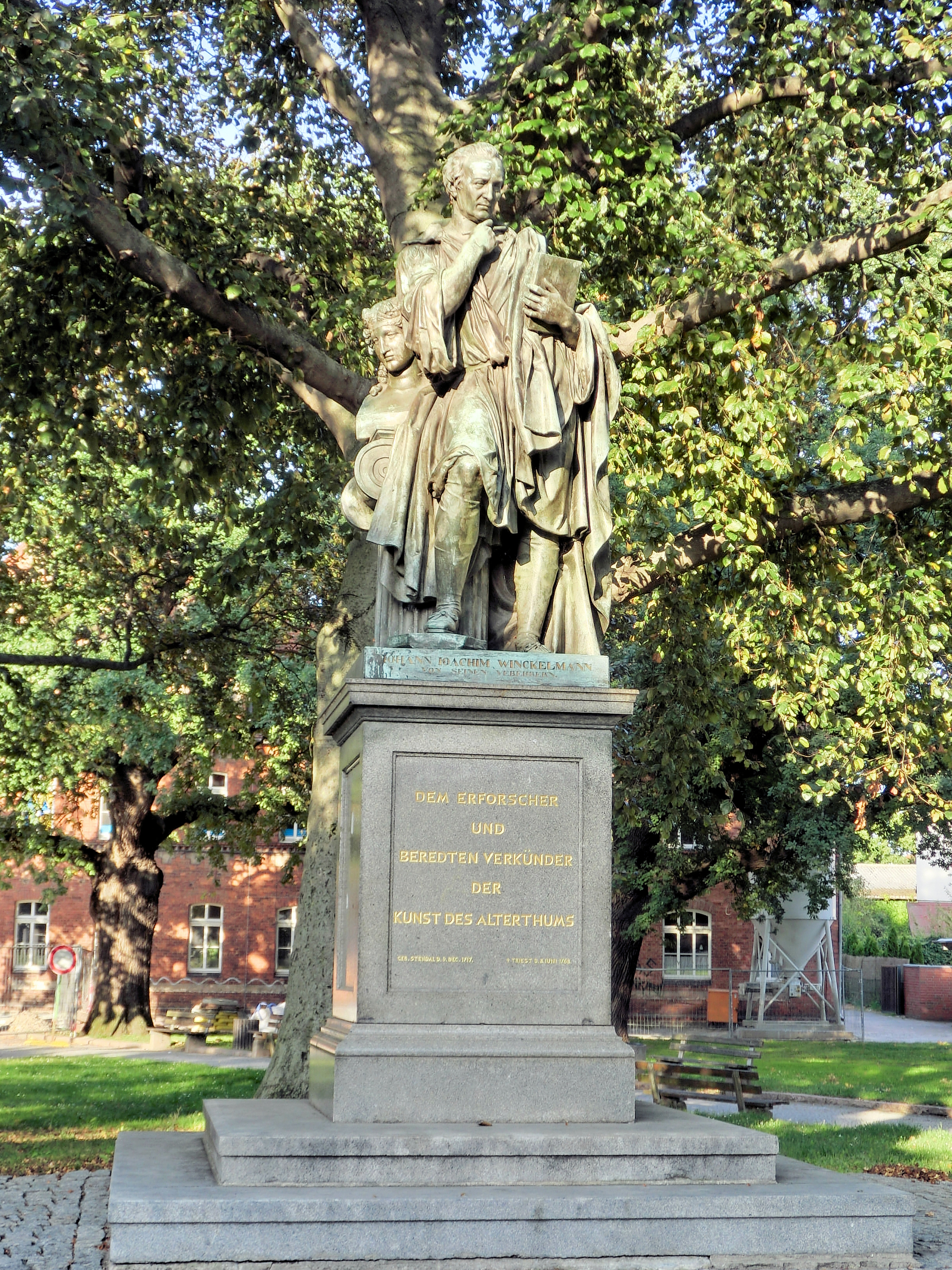
Памятник  И. И. Винкельману в Штендале, Саксония-Анхальт
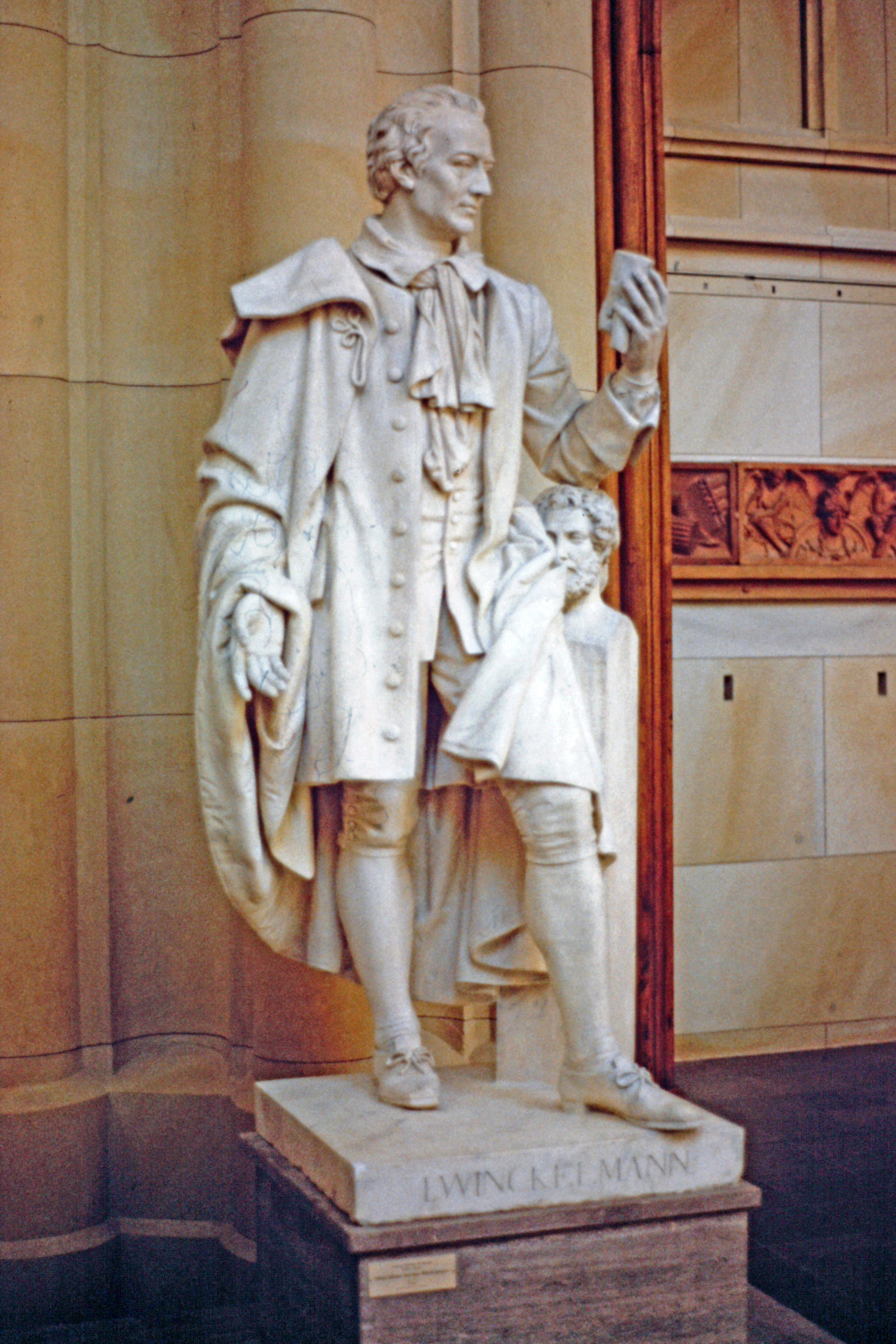
Статуя Винкельмана. 1844—1848. Мрамор. Фридрихсвердерская церковь, Берлин
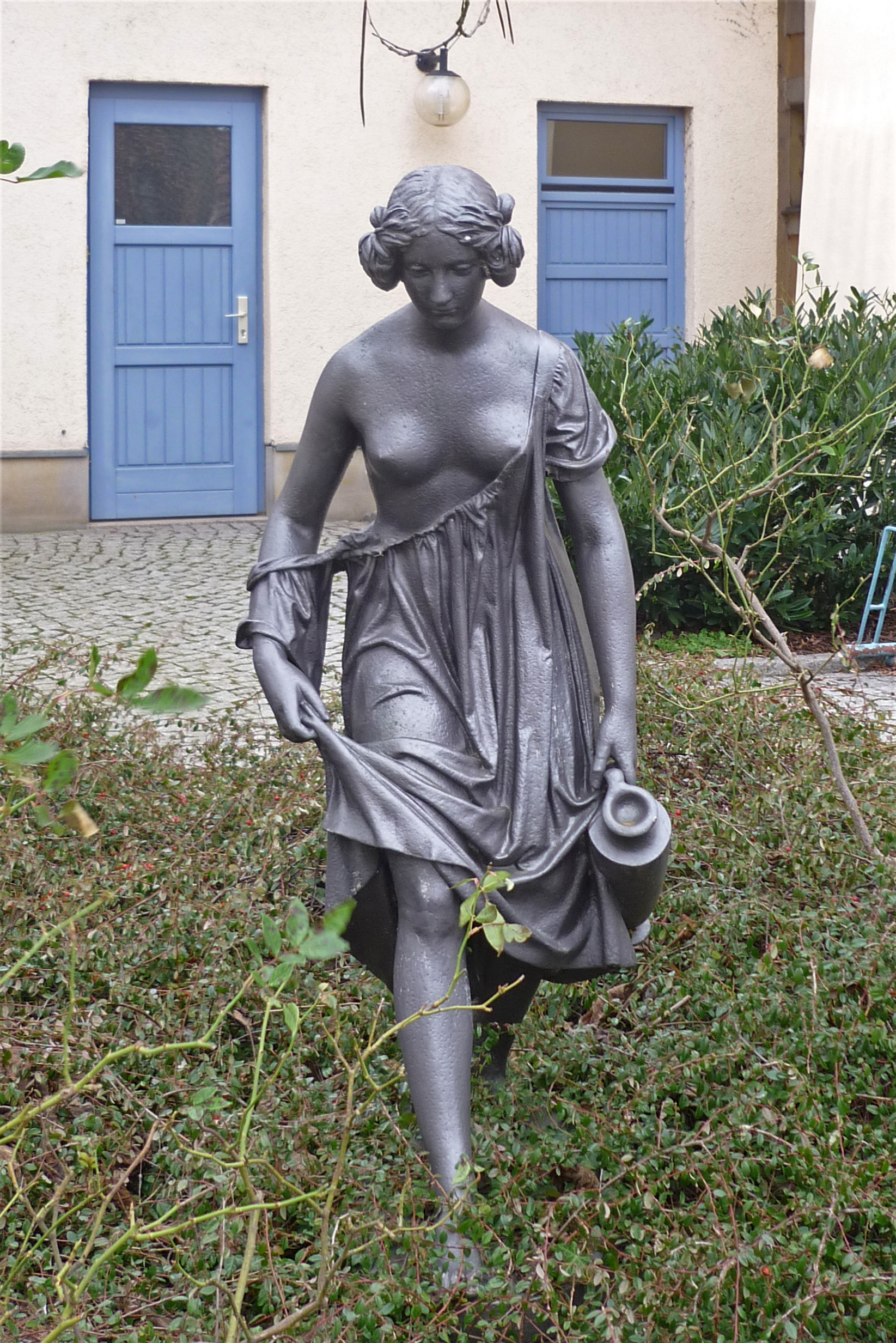
Водоноска. 1840. Бронза. Бад-Либенверда, Бранденбург
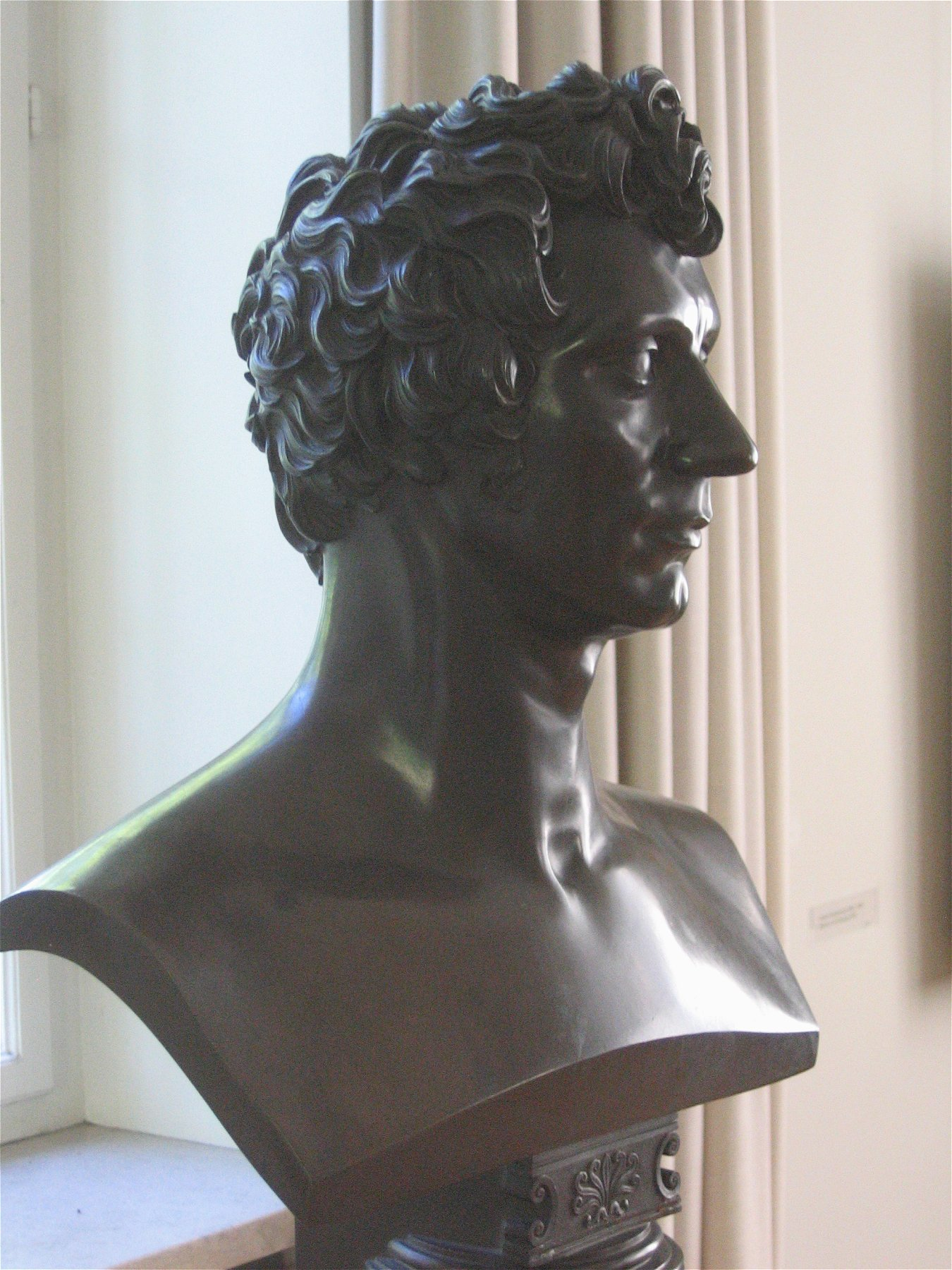
Бюст Лео фон Кленце. 1831. Бронза. Городская галерея дома Ленбаха, Мюнхен
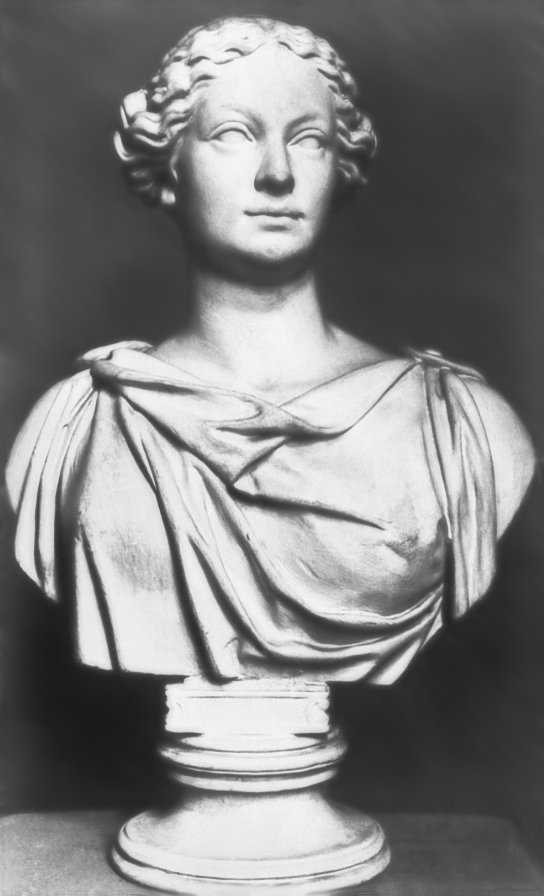
Бюст Маргариты Луизы Шик. 1809. Мрамор. Театральный музей, Берлин
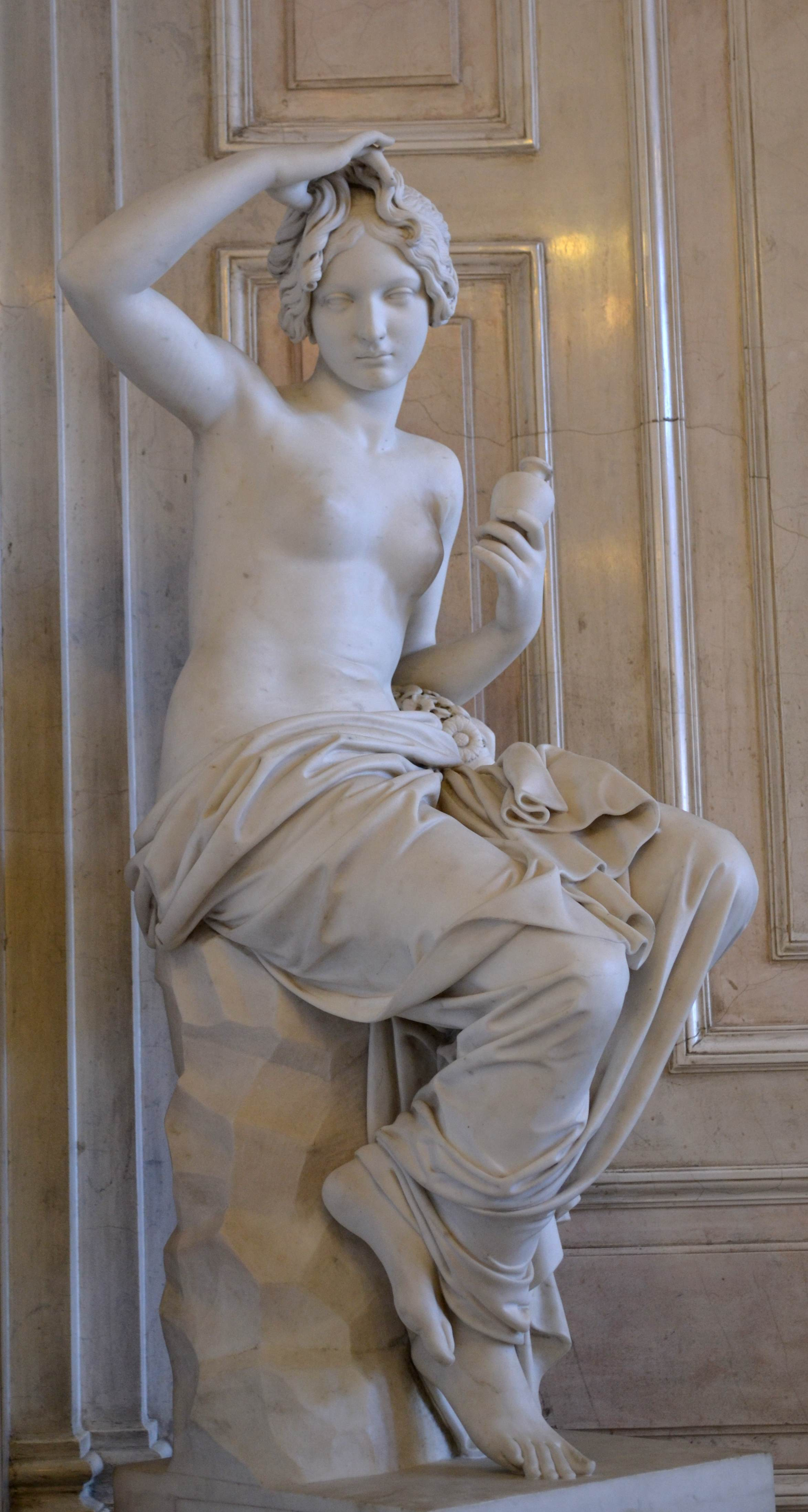
Гречанка, втирающая бальзам в волосы. 1842. Мрамор. Государственный Эрмитаж, Санкт-Петербург